# Luz silenciosa
Luz silenciosa è un film del 2007 diretto da Carlos Reygadas.

## Produzione e distribuzione
La lingua originale del film, così come il titolo Stellet Licht, è il Plautdietsch, la lingua dei mennoniti tedeschi.
Coproduzione fra Messico, Francia e Olanda, il film ha vinto il Premio della giuria al 60º Festival di Cannes.

## Riconoscimenti
- Festival di Cannes 2007
  - Premio della giuria
- Premio Ariel 2008
  - Miglior film